# 宇氣比
宇氣比乃是古代日本實行的占卜形式之一，又可寫成誓約、祈請、誓等。

## 概要

### 神話故事內容
大抵說來，「宇气比」就是「占卜的結論，或者對神祇祈願而發下的誓言」之事，並據此判斷吉凶、正邪、成否等。日本神話中便出現許多誓約的場面：天照大神驚聞素戔嗚尊動身前來天，山川悉動、國土皆震，遂全副武裝相迎。素戔嗚尊表明欲前往妣國，絕無奪取天的邪心惡念。天照大神問如何證明汝心清明？於是素戔嗚尊答：「各自『宇氣比』而生子。」於是天照大神取素戔嗚尊之十握劍折成三段，放入天真名井洗滌，然後放入口中咬碎，最後吹出霧氣生三女神，分別是多紀理毘賣命、市寸島比賣命和多岐都比賣命；同樣的，素戔嗚尊取天照大神所纏左髻之八尺瓊勾玉玉串，滌勾玉於天之真名井而於口碎之，吹氣生出男神正勝吾勝勝速日天之忍穗耳命、右髻之勾玉則生出天之菩卑能命、脖子之勾玉生成天津日子根命、左手之勾玉變成活津日子根命、右手之勾玉生成熊野久須毘命。而後素戔嗚尊將五男神託付給天照大神，天照大神則將三女神託付給素戔嗚尊。
在葦原中國平定的神話故事中，天稚彥取出天鹿兒弓及天羽羽矢射死吟唱天照大神詔命的雉名鳴女，箭矢射穿其胸膛後直達天落在高皇產靈尊跟前。高皇產靈尊見到箭矢染血便說：「此乃吾賜給天稚彥之矢。」並出示給眾神說：「倘若天稚彥沒有抗命，此箭就是射殺惡神後來到此地；如果天稚彥有邪心，那麼此箭就會射死他。」遂投還天羽羽矢，睡夢中的天稚彥胸部中矢身亡。高皇產靈尊所說的話，亦是一種誓約。
至於天孫降臨的故事裡，木花開耶姬向天津彥彥火瓊瓊杵尊說：「我懷孕了，現在即將臨盆。由於肚子裡是天神的御子，不得私產，故前來詢問您的意見。」後者卻回答：「一個晚上便懷孕有身，這應該不是我的種，而是其他國神的吧！」前者接著說：「我所懷的胎兒假如是國神之子，一定會難產，若是您的兒子則順產。」後來順利產下火闌降命，為隼人阿多君之祖；次生彥火火出見尊，又名火折尊。因此，木花開耶姬的話也是一種誓約。

### 解說
自古以來，日本的鄉村部落普遍存在著「夜這」（夜裡以性交為目的而前往他人睡覺之處，大部分是男性去找女性）、「寢部屋」（村落共同體裡的青年男女離家，共同生活在同一寢室內）等陋習。民俗學學者赤松啟介認為，這些風俗即是體現「宇气比」的基本精神。天照大御神與須佐之男命實行誓約，生下宗像三女神及五男神。延伸《記紀》二書之記載，日本列島的在地土著（天照大御神）面對外來的渡來人（須佐之男命），雙方議定以交媾行為融合。

## 內部連結
- 神道
- 言靈
- 盟神探湯
- 神諭

## 外部連結
- （日語）誓約（うけい）の本質とはなにか？ （页面存档备份，存于）